# Rebeca Carrión Cachot
 (octobre 2018).
Rebeca Carrión Cachot, (Lima, 18 décembre 1907 - Guatemala, 6 avril 1960) est une archéologue, historienne et professeure péruvienne, disciple de Julio César Tello. Elle contribue de manière significative à la recherche scientifique de diverses cultures précolombiennes, telles que Chavín et Paracas. En sa mémoire, une école du district de Miraflores (Lima) porte son nom.

## Biographie
Elle est la fille de Pedro José Carrión (colonel de l'armée péruvienne) et Isabel Cachot (pianiste et compositeur). Elle étudie au Lycée Fanning, où elle est formée par Elvira García y García. Elle étudie ensuite à l'Université de San Marcos, où elle obtient en 1925 un baccalauréat en littérature. À cette époque, elle commence à collaborer avec Julio C. Tello dans ses recherches archéologiques et dans la publication de la revue "Inca" (1923). Elle obtient son doctorat en Histoire et Arts en 1931, sur la base de sa thèse La indumentaria en la antigua Paracas.
Elle enseigne ensuite à l'université de San Marcos et est responsable des chaires d'art précolombien péruvien (1931 et 1946-1955), d'archéologie des Andes du Nord et du Centre (1946-1948) et d'archéologie pré-inca (1949-1955). À la Pontificia Universidad Católica del Perú, elle donne un cours d'histoire de l'art péruvien. Elle est l'une des premières femmes à occuper une chaire universitaire au Pérou.
Elle succède à Tello à la direction du Musée national d'anthropologie et d'archéologie (1947-1955) et du Musée archéologique de l'Université de San Marcos (1947-1955). Grâce à sa profonde amitié et sa camaraderie avec Luis Alberto Sánchez Sánchez et d'autres dirigeants de l'APRA, elle est également conseillère dans le domaine de l'archéologie au Sénat de la République (1952).
En 1955, elle épouse l'ethnologue suisse Rafael Girard et s'installe au Guatemala, où elle développe également sa profession archéologique. Elle est morte en 1960. Ses restes sont rapatriés pour être enterrés dans le cimetière El Ángel à Lima.

## Travaux
Publié :
- La indumentaria en la antigua cultura de Paracas (1931).
- La cultura Chavín. Dos nuevas colonias: Kuntur Wasi y Ancón (1948).
- Paracas: cultural elements (1949).
- El culto al agua en el antiguo Perú (1955).
- La religión en el antiguo Perú (1959).

Travaux inédits :
- Civilización Chavín
- La navegación en el litoral del antiguo Perú
- La agricultura en el periodo Chavín y generalidades sobre el ambiente forestal.